# Magali Mocquery
Magali Mocquery née le 20 septembre 1983 à Sallanches, est une coureuse cycliste française. Active durant les années 2000, elle a participé aux championnats du monde sur route de 2007 avec l'équipe de France et a pris la deuxième place de la Coupe de France 2008. Sa carrière terminée, elle continue de pratiquer le cyclisme à l'UV Aube et remporte en 2014 le championnat de France UFOLEP.

## Palmarès
- 2004
  - 2e d'Atlantique-Manche
- 2006
  - Prix de la Ville du Mont Pujols
  - Grand Prix de Chambéry
  - 2e étape du Tour de Bretagne
- 2007
  - Prix de la Ville du Mont Pujols
  - Ladies Berry Classic’s Indre
  - Grand Prix de Chambéry
  - 1re étape du Tour de Bretagne
  - 2e du Tour du lac Majeur
  - 7e de la Coupe de France
- 2008
  - Cholet-Pays de Loire Dames
  - 2e du Grand Prix De France
  - 2e de la Coupe de France